# Oliemaleri
Oliemaleri er en maleteknik, der som bindemiddel for farverne i
modsætning til tempera-, fresko-, akvarelmaleri
etc. benytter olier, der tørrer ved luftens påvirkning.
I øvrigt er oliemaleriets teknik højst forskelligartet og går
under fortids og nutids eksperimenter
umærkeligt over i andre fremgangsmåder.

## Historie
Oliemaleriets tidligste historie ligger endnu til dels i mørke; i alt
fald står der stærk meningskamp om dens karakter.
Ved granskning af litterære
hjælpekilder (gamle malerbøger, Theophilus Presbyter, Heraclius,
Cennino Cennini etc.), farveeksperimenteren,
indgående analyse af selve kunstværkerne lige til
sprækkerne, der viser ind til farvelagene, og til
blot undermalede og ufuldendte partier er man
trængt langt ind mod forståelsen, men den
afgørende kemiske analyse af oliens forekomst
og anvendelse f.eks. i et van Eycksk eller Dürersk
arbejde er man efter forholdets natur hidtil – dvs. begyndelsen af 1900-tallet –
veget tilbage for. Striden har især stået om
van Eyckerne som oliemaleriets opfindere i begyndelsen af 15. århundrede.
Længe før deres tid har man anvendt
oliefarver, ikke alene til bannere, bemaling af
statuer og andet, men også i ret rigeligt mål i
selve malerkunsten. Både historien (Vasari 1511-74)
og den kunstneriske betragtning (farvernes
glans, dybde, holdbarhed) viser imidlertid, at
der med van Eyckerne er kommet et
gennembrud i kunst og teknik, selv om altså
grundsætningerne for denne teknik allerede i slutningen
af 14. og begyndelsen af 15. århundrede for en stor del var
udviklet af franske og tyske mestre.
van Eyckerne
Efter nøje
undersøgelser (E. Berger]) synes det ny i den van
Eyckske kunst at bestå deri, at den, i
tilslutning til tidligere praksis med hensyn til forgyldning
med mere, ved emulsion (forbindelse af fede olier
med æggeblomme eller gummi) har fået olier
og oliefernisser, der vanskelig tørres,
(gjort?) opløselige i vand og hurtigt tørrende; den er altså
teknisk set en olietempera og forener oliemaleriets og
temperabilledets fordele; den anvender
æggehvide-temperaen til reflekterende dækfarve,
oliefarven til transparent (gennemskinnende)
farve.
Når kunsten da efterhånden har
forladt og glemt denne teknik, skulle det efter
Berger blandt andet ligge i, at den van Eyckske manér
krævede stor tålmodighed og megen
færdighed, at de ved emulsion blandede farver ikke
holdt sig længe under arbejdet, at overgangen
til lærred ikke var gunstig for den så
omhyggeligt tilvejebragte hvide, tykke kridtgrund,
der i høj grad havde bidraget til farvernes
lysen og transparens, at man under tidens
hurtigmalen straks grunderede med olie, og at
man, for at få olierne til at tørre hurtigst
muligt, benyttede sikkativer, der dog ikke
sjældent skadede billedernes holdbarhed.
Naturligvis fandt det ny oliemaleri hurtigst udbredelse i
Nederlandene, derfra til Frankrig og Tyskland;
medens Dürer malede sine billeder på
lærred i tempera, fuldførte han malerierne på
træ i olie på undergrundens tykke hvide
kridtlag. Med Justus van Gent kom den ny
teknik til Italien; i Venedig var Antonello da Messina
dens foregangsmand. Giovanni Bellini malede snart
i tempera, snart i olie. Overhovedet holdt
temperateknikken sig længe hernede; Rafael
undermalede i begyndelsen i tempera og blev først i den
seneste tid helt og holdent oliemaler. Tizian
gav den fri olieteknik et mægtigt stød fremad.
Teknik
De olier, oliemaleriet bruger, er især tørrende olier
som lin-, nødde-, hampeolie og lignende.
Farverne, vegetabilske eller mineralske, kan være
dækkende eller gennemskinnende (lasur-)farver.
Terpentin, tørrende fernis, retoucherfernis etc. er
vigtige hjælpemidler til fortynding af
farverne. Medens malerne tidligere selv
tilberedte, rev, deres farver, leveres de nu
fuldfærdige i tuber. Der bruges palet (tidligere
ofte firkantet, nu oval), hvorpå farverne
sættes op, malestok til understøtning af hånden
for at give den fornødne sikkerhed, staffeli,
fine (mår) og grove pensler etc.
Især tidligere maledes der meget på træ,
poppel i Italien, eg og lind i Nederlandene,
Tyskland og Frankrig, desuden males der blandt andet
på kobber, med lim gennemtrukket
kartonpapir og malerlærred; dette, der spændes på
en blændramme (hvori kiler til at spænde
lærredsfladen ganske jævn), er gerne grunderet
(kridt, lim eller gips) før påspændingen. Til
tider kan der males alla prima (ɔ: 'i første omgang', uden
undermaling), således som det for eksempel blev skik i 18. århundrede.
Men som regel spiller denne en
væsentlig rolle. I begyndelsen grunderedes især i hvidt (kridt,
gips etc.); efterhånden blev kridtlaget tyndere
og tyndere; der benyttedes også som
undermaling røde jordfarver (bolus), således almindeligt i
17. og 18. århundrede i Frankrig; Tizian synes
fortrinsvis at have brugt grå undermaling.
Mens oliemaleriet blandt sine mange fordele har den tekniske
lethed – farverne blandes let; man kan male
vådt i vådt, med stor virkning overmales
med gennemskinnelige farver, gives dybde i
skyggen, uden at det sker på den gamle,
møjsommelige stregmanér – og farvernes glans,
fylde og materielle anskuelighed, kan som
ulemper anføres farvernes utilbøjelighed til
tørring (derfor kunstig tørring, sikkativer).
Farvelagenes forskellige størkningsgrad medfører
let en forrykning i farvernes styrkeforhold og
kan forårsage sprækker; farverne kan slå
ind (herimod benyttes en med rektificeret
spiritus fortyndet fernis), slå igennem (eks.:
ultramarinsygen, hvis karakter og lægemiddel
von Pettenkofer har påvist, eftermørkne etc.
Malerirestaureringen, der i tidens løb har haft
så mange synder på sin samvittighed, har
særlig i den senere tid ofte smukke resultater
at opvise; foruden det alt foran antydede kan
således nævnes billeders overføring på frisk
lærred.
Litteratur anvendt af Holck i Salmonsen:
Ludwig: Über die Grundsätze der Ölmalerei, 1876
Jänicke: Handbuch der Ölmalerei
Eastlake: Materials for a history of oil-painting, 2 bind, London 1847—69
Ernst Berger: Beiträge zur Entwicklungsgeschichte der Maltechnik, 3 bind, München 1897
Frimmel: Gemäldekunde, 1894
Vibert: Om Maleriets Teknik, København 1892
G. Kallstenius: Handbok i oljemålning, Stochholm 1915.